# Naoki Mori (fotbollsspelare född 1977)
Naoki Mori (森 直樹 Mori Naoki?), född 21 november 1977 i Saitama prefektur, är en japansk före detta fotbollsspelare.
Mori började sin karriär 2000 i Cerezo Osaka. 2003 flyttade han till Mito HollyHock. Han avslutade karriären 2005.